# Krunker
Krunker (Ook wel aangeduid als Krunker.io) is een gratis multiplayer browserspel, ontwikkeld door de Australische programmeurs Sydney de Vries en Vincent de Vries. De eerste versie kwam uit op 20 mei 2018, de volledige versie werd uitgebracht op 29 januari 2019 door ontwikkelaar Yendis Entertainment.
Het spel is een first-person shooter en bestaat uit twee officiële spelmodi: Team Deathmatch en Free-For-All. Het spel had in december 2021 zeven miljoen maandelijkse actieve spelers en meer dan 150 miljoen geregistreerde gebruikers.

## Geschiedenis
Krunker is een spel dat grafisch gezien er eenvoudig uitziet en geen aandacht schenkt aan een verhaal of personages. Daarmee is het te vergelijken met andere games uit het .io-genre.
In 2019 groeide de populariteit van het spel, toen grote Twitch-streamers het speelden als opwarmer voordat ze overgingen naar andere computerspellen.
Op 30 oktober 2020 werd als onderdeel van de benefietactie Bandanna Day in Australië een toernooi gespeeld waarbij 10.000 Australische dollar werd gedoneerd aan Canteen, een non-profitorganisatie dat zich inzet tegen kinderkanker.
Verder is het spel actief binnen de esports-scene. Zo kondigde de ontwikkelaar op 3 december 2021 aan een toernooi te laten organiseren (de Krunker Pro League) waarbij 10.000 Amerikaanse dollar gewonnen kon worden. Een van de sponsors hiervan is CORSAIR. Op 2 december 2021 kondigde esport-platform en:FACEIT aan Krunker toe te voegen aan hun platform, als onderdeel van de Season of the Dragon.
In 2023 kreeg het spel een spin-off op mobiele telefoons en binnen het Discord activiteiten-roster genaamd Krunker Strike FRVR. De naam is afgeleid van FRVR, een mobiele game-ontwikkelaar die Krunker van Yendis, Sydney en Vincent de Vries heeft overgenomen.
Door verwaarlozing en gebrek aan onderhoud van de anti-cheat service na de overname door FRVR is Krunker sterk gekrompen. Anno september 2024 zijn er gemiddeld nog 1.000 spelers actief.

## Classes
Krunker wordt gespeeld met verschillende zogenoemde classes. Elke class heeft zijn eigen wapen (die elk hun eigen aantal schade aanrichten) en een eigen aantal Levenspunten (HP genoemd). Het is mogelijk tussendoor van class veranderen. Er bestaan 14 verschillende classes:
1. Triggerman (100 levenspunten). Geschoten wordt met een AK-47;
2. Hunter (60 levenspunten). Geschoten wordt met een sniper;
3. Run N Gun (90 levenspunten). Geschoten wordt met een machinepistool;
4. Spray N Pray (180 levenspunten). Geschoten wordt met licht machinegeweer;
5. Vince (90 levenspunten). Geschoten wordt met een hagelgeweer;
6. Detective (100 levenspunten). Geschoten wordt met een revolver;
7. Marksman (90 levenspunten). Geschoten wordt met een semi-automatisch geweer;
8. Rocketeer (130 levenspunten). Geschoten wordt met een raketwerper;
9. Agent (110 levenspunten). Geschoten wordt met twee uzi's, waarmee niet afzonderlijk te richten valt;
10. Bowman (100 levenspunten). Geschoten wordt met een kruisboog;
11. Trooper (100 levenspunten). Geschoten wordt met een fictief wapen (de blaster), een automatisch geweer met futuristische kenmerken;
12. Deagler (60 levenspunten). Geschoten wordt met een Desert Eagle, een aan de revolver verwante pistool;[a]
13. Runner (120 levenspunten). Bij deze class valt niet te schieten, het bevat slechts een mes waarmee tegenstanders gestoken kunnen worden;
14. Infiltrator (90 levenspunten) Geschoten wordt met een fictief opladingsgeweer;
15. Survivor (150 levenspunten). Bij deze class valt niet te schieten noch te steken, enkel bouwen (afgeleid van het populaire computerspel Fortnite) en het slaan van tegenstanders is mogelijk.

## Maps
Er zijn in totaal 16 officiële maps in Krunker, te weten:
1. Burg
2. Littletown (Gebaseerd op Nuketown uit Call of Duty: Black Ops)
3. Sandstorm
4. Subzero
5. Undergrowth
6. Freight
7. Lostworld (Gebaseerd op Aztec uit Counter-Strike)
8. Citadel
9. Oasis
10. Kanji
11. Industry
12. Evacuation
13. Site
14. Skytemple
15. Lagoon
16. Lumber
17. Tropicano